# Voo South African Airways 295
O voo 295 da South African Airways era uma rota aérea internacional entre o Aeroporto Internacional Chiang Kai-shek, Taipei, Taiwan para o Aeroporto Internacional Jan Smuts, Joanesburgo, África do Sul, com escala no Aeroporto Plaisance, Plaine Magnien, Maurício. Em 28 de novembro de 1987, a aeronave que fazia esta rota, operada por um Boeing 747 Combi denominado Helderberg, sofreu um incêndio catastrófico em voo no compartimento de carga, quebrou no ar e caiu no Oceano Índico a leste de Maurício, matando todas as 159 pessoas a bordo. Uma extensa operação de salvamento foi montada para tentar recuperar as caixas-pretas, um dos quais foi recuperado de uma profundidade de 4900 metros (16 000 pés).
O inquérito oficial, liderado pelo juiz Cecil Margo, não conseguiu determinar a causa do incêndio. A falta de uma conclusão levou ao avanço de teorias conspiratórias e à subsequente investigação pós-apartheid, nos anos seguintes ao acidente.

## Aeronave
A aeronave envolvida, um Boeing 747-244BM Combi registrado como ZS-SAS e denominado Helderberg, fez seu primeiro voo em 12 de novembro de 1980 e foi entregue à South African Airways em 24 de novembro de 1980.
O modelo Boeing 747-200B Combi permite a mistura de passageiros e carga na cabine principal de acordo com os fatores de carga em qualquer rota e os regulamentos do compartimento de carga Classe B. O voo 295 tinha 140 passageiros e seis paletes de carga no convés principal. As cartas de porte mestre afirmavam que 47 000 kg (104 000 lbs) de bagagem e carga foram carregados na aeronave. Um funcionário da alfândega de Taiwan fez uma inspeção surpresa em parte da carga; ele não encontrou nenhuma carga que pudesse ser caracterizada como suspeita.

## Acidente
A aeronave decolou em 27 de novembro de 1987 do Aeroporto Internacional Chiang Kai Shek de Taipei, em um voo para Joanesburgo com escala em Maurício.
A tripulação era composta pelo capitão Dawie Uys, de 49 anos, com 13.843 horas de voo; o primeiro oficial David Attwell, de 36 anos, e o primeiro-oficial-assistente Geoffrey Birchall, de 37 anos, com 7.362 e 8.749 horas de voo, respectivamente; e o engenheiro de voo de 45 anos, Giuseppe "Joe" Bellagarda, e o engenheiro de voo substituto de 34 anos, Alan Daniel, com 7.804 horas e 1.595 horas de experiência, respectivamente.
Trinta e quatro minutos depois da saída, a tripulação fez contato com o controle de tráfego aéreo de HongKong para obter a aprovação do ponto de passagem ELATO (22° 19′ N, 117° 30′ L) para ISBAN. Um relatório de posição foi feita sobre ELATO a 15:03:25, seguido por pontos de passagem SUNEK a 15:53:52,16:09:54 e a Admark Sukar (12° 22′ N, 110° 54′ L) em 16:34:47. A aeronave fez um relatório de rotina para a base da South African Airways em Joanesburgo às 15:55:18.
Em algum ponto durante o voo, que se acredita ser durante o início da aproximação a Maurício, um incêndio se desenvolveu na seção de carga da cabine principal que provavelmente não foi extinto antes do impacto. A lista de verificação de 'evacuação de fumaça' exige que a aeronave seja despressurizada e que duas das portas da cabine sejam abertas. Não existe evidência de que a lista de verificação foi seguida ou de que as portas foram abertas. Um membro da tripulação pode ter entrado no porão de carga para tentar combater o incêndio. Um extintor de incêndio carbonizado foi posteriormente recuperado dos destroços em que os investigadores encontraram metal fundido.
O fogo começou a destruir importantes sistemas elétricos da aeronave, resultando na perda de comunicação e controle da aeronave. Exatamente às 00:07 UTC (4:07 hora local), a aeronave se partiu em pleno ar e a cauda se partiu primeiro, devido ao incêndio que começou a queimar a estrutura da aeronave, e caiu no Oceano Índico, cerca de 134 milhas náuticas (154 milhas) do aeroporto Plaisance. Outras teorias dadas para o desaparecimento final da aeronave eram que a tripulação eventualmente ficou incapacitada pela fumaça e fogo ou extensos danos aos sistemas de controle do 747 tornaram o avião incontrolável antes de atingir o oceano.  Depois que a comunicação com o voo 295 foi perdida por 36 minutos, às 00:44 (04:44 hora local), o Controle de Tráfego Aéreo em Maurício declarou formalmente uma emergência.

## Busca e salvamento
Quando o Helderberg informou pela última vez o controle de tráfego aéreo de Maurício sobre a posição, seu relatório foi incorretamente entendido como sendo relativo ao aeroporto e não ao seu próximo ponto de rota, o que fez com que a busca subsequente se concentrasse muito perto do país africano. A Marinha dos Estados Unidos enviou aeronaves de Diego Garcia, que foram usadas para realizar operações imediatas de busca e resgate em conjunto com a Marinha francesa. No momento em que os primeiros destroços da superfície foram localizados 12 horas após o impacto, eles haviam se afastado consideravelmente do local do impacto. Manchas de óleo e oito corpos com sinais de trauma extremo apareceram na água. Todos os 140 passageiros e 19 tripulantes foram mortos na queda do aparelho.
A África do Sul enviou um total de seis embarcações navais e civis para a área de busca. Após a recuperação dos destroços de 4000 metros (13 000 pés) abaixo da superfície do oceano, a fuselagem da aeronave e o interior da cabine foram parcialmente remontados em um dos hangares da SAA no Aeroporto Jan Smuts, onde foi examinado e finalmente aberto para visualização ao pessoal da companhia aérea e membros selecionados do público.

## Investigação
Rennie Van Zyl, o investigador-chefe sul-africano, examinou três relógios de pulso da bagagem recuperada da superfície; dois dos relógios ainda funcionavam de acordo com a hora taiwanesa. Van Zyl deduziu o tempo aproximado do impacto do relógio parado. A aeronave caiu às 00h07, cerca de três minutos após a última comunicação com o controle de tráfego aéreo. Imediatamente após o acidente, a imprensa e a opinião pública suspeitaram que o terrorismo derrubou o Helderberg. Os especialistas buscaram por indicadores de explosão nas peças iniciais dos destroços descobertos, como cavidades de superfície, cavidades de impacto e cavidades de respingos causados por fragmentos brancos quentes de dispositivos explosivos que atingem e derretem ligas de metal encontradas em estruturas de aeronaves. Os especialistas não encontraram nenhuma dessas evidências. Os investigadores coletaram amostras de sangue de dois dos corpos recuperados e descobriram que os corpos tinham fuligem em suas traqueias, indicando que pelo menos dois morreram por inalação de fumaça antes da queda da aeronave, e concluíram que alguns dos passageiros teriam já perderam suas vidas mesmo que os pilotos tivessem chegado com sucesso ao aeroporto.
Os sul-africanos montaram uma busca subaquática, chamada Operação Resolução, para tentar localizar os destroços. As balizas localizadoras subaquáticas (ULBs) anexadas aos gravadores de vôo não foram projetadas para uso em águas profundas; no entanto, uma busca por sonar de dois meses para eles foi realizada antes que o esforço fosse abandonado em 8 de janeiro de 1988, quando os ULBs pararam de transmitir (na época um ULB teve que gerar pulsos sônicos por 30 dias). A Steadfast Oceaneering, uma empresa especializada em recuperação de águas profundas nos EUA, foi contratada por grande despesa para encontrar o local e recuperar os gravadores de voo. A área de pesquisa é descrita como sendo comparável em tamanho ao do RMS Titanic, com a água a 5000 metros (16 000 pés) sendo consideravelmente mais profundo do que qualquer operação de salvamento anteriormente bem-sucedida. Os destroços foram encontrados dois dias após o início da busca pela Steadfast Oceaneering.
Três campos de destroços foram encontrados: 19° 10′ 30″ S, 59° 38′ 00″ L,19° 09′ 53″ S, 59° 38′ 32″ Le 19° 09′ 15″ S, 59° 37′ 25″ L. Esses locais foram espalhados 1,5 quilômetros (0,93 mi), 2,3 quilômetros (1,4 mi) e 2,5 quilômetros (1,6 mi) distante, indicando que a aeronave se partiu no ar (foi sugerido que a cauda se separou primeiro). Em 6 de janeiro de 1989, o gravador de voz da cabine (CVR) foi resgatado com sucesso de uma profundidade recorde de 4900 metros (16.000 pés) pelo veículo operado remotamente (ROV) Gemini,  mas o gravador de dados de voo nunca foi encontrado.
Van Zyl levou o gravador de voz ao NTSB em Washington, D.C., para mostrar boa vontade e garantir observadores neutros. O investigador sul-africano acredita que se mantivesse o CVR na África do Sul, poderia ter sido acusado de encobrir a verdade. No NTSB, Van Zyl sentiu-se frustrado porque o CVR degradado (mas ainda funcional), que estava no oceano profundo por quatorze meses, inicialmente não produziu nenhuma informação útil. Por volta de 28 minutos de gravação, o CVR indicou que o alarme de incêndio soou. Quatorze segundos após o alarme de incêndio, os disjuntores começaram a estourar. Os investigadores acreditam que cerca de 80 disjuntores falharam. O cabo CVR falhou 81 segundos após o alarme. A gravação revelou a extensão do incêndio.
Van Zyl descobriu que o palete frontal direito era o foco do incêndio. O manifesto disse que o palete era composto principalmente por computadores em embalagens de poliestireno. Os investigadores disseram que o fogo localizado provavelmente entrou em contato com a embalagem e produziu gases que se acumularam perto do teto. Eles também disseram que os gases se inflamaram em um incêndio que afetou todo o porão de carga. O fogo de carga do voo 295 não queimou abaixo de um metro acima do piso de carga. As paredes e o teto do porão de carga sofreram graves danos por incêndio. Van Zyl encerrou sua investigação sem descobrir por que o incêndio começou.
O relatório oficial notou a presença do equipamento informático e sugeriu que uma possível causa poderia ter sido a explosão ou combustão espontânea das baterias de lítio contidas nos computadores, embora esta não tenha sido dada como causa conclusiva do incêndio.

### Comissão Margo
Uma comissão oficial de inquérito foi presidida pelo juiz Cecil Margo, com a ajuda do NTSB e da fabricante do avião Boeing. O conselho da "Comissão Margo" consistia no juiz Cecil S. Margo, do juiz Eatlall Goburdhun (Maurício), George N. Tompkins Jr. (EUA), GC Wilkinson (Reino Unido), Dr. Y. Funatsu (Japão), JJS Germisuys (África do Sul), Dr. J. Gilliland (África do Sul) e Coronel Liang Lung (Taiwan).
O relatório oficial determinou que enquanto o Helderberg estava sobre o Oceano Índico, ocorreu um incêndio no porão de carga do convés principal, originado no palete de carga frontal direito. Partes de aeronaves recuperadas do fundo do oceano mostraram danos causados pelo fogo em temperaturas acima de 300 °C; testes mostraram que temperaturas de 600 °C teria sido necessário para derreter uma raquete de tênis de fibra de carbono recuperada do local do acidente. O incêndio também danificou e destruiu os sistemas elétricos da aeronave, resultando na perda de muitos dos instrumentos na cabine de comando e tornando a tripulação incapaz de determinar sua posição. O motivo da perda da aeronave não foi identificado sem sombra de dúvida, mas havia duas possibilidades detalhadas no relatório oficial: em primeiro lugar, que a tripulação ficou incapacitada devido à penetração de fumaça na cabine; e em segundo lugar, que o fogo enfraqueceu a estrutura de forma que a cauda se separou, levando ao impacto com o oceano. A comissão concluiu que não era possível atribuir a culpa a nenhum indivíduo pelo incêndio, eliminando qualquer preocupação com o terrorismo. O fabricante é citado no relatório como tendo "contestado" qualquer cenário que envolvesse uma divisão da aeronave, portanto, a comissão não foi além de simplesmente mencionar os dois cenários possíveis em seu relatório final, como incidental ao principal causa do acidente.
A comissão determinou que as instalações inadequadas de detecção e combate a incêndio nos compartimentos de carga classe B (o tipo usado a bordo do Combi 747-200) foram a principal causa da perda da aeronave. O acidente alertou as autoridades da aviação em todo o mundo que os regulamentos relativos aos compartimentos de carga classe B ficaram muito aquém do crescimento em sua capacidade. A fonte exata de ignição nunca foi determinada, mas o relatório concluiu que havia evidências suficientes para confirmar que o fogo havia queimado por um tempo considerável e que poderia ter causado danos estruturais.

### Design do Boeing 747-200 Combi
O acidente foi o primeiro incêndio no 747 Combi e um dos poucos incêndios em aeronaves de fuselagem larga. Fred Bereswill, o investigador da Boeing, caracterizou o incêndio do voo 295 como significativo por esse motivo. Barry Strauch, do NTSB, visitou a sede da Boeing para perguntar sobre o projeto do Combi. O teste de fogo da Boeing nos modelos Combi não correspondeu com precisão às condições do porão de carga do Helderberg; de acordo com as regras federais dos Estados Unidos, o teste da Boeing envolvia atear fogo a um fardo de folhas de tabaco. O fogo permaneceu dentro do compartimento de carga. O ar na cabine de passageiros foi projetado para ter uma pressão ligeiramente mais alta do que o porão da área de carga, então se um membro da tripulação abrisse a porta do porão, o ar da cabine de passageiros fluiria para o porão, parando qualquer fumaça ou gases de sair pela porta.
Os investigadores geraram um novo teste envolvendo um porão de carga com condições semelhantes às condições do voo 295; as tampas de plástico e paletes extras forneciam combustível para o fogo, que se espalharia rapidamente antes de gerar fumaça suficiente para ativar os alarmes de fumaça. A chama mais quente alcançada no novo teste aqueceu o ar no porão. Esse ar aquecido teve uma pressão maior que o normal e superou o diferencial de pressão entre o porão de carga e a cabine de passageiros. Quando a porta entre os porões de passageiros e de carga foi aberta, fumaça e gases fluíram para a cabine de passageiros.
O teste, bem como as evidências do local do acidente, provaram aos investigadores que o uso do 747 Combi de um compartimento de carga classe B não oferece proteção suficiente contra incêndio para os passageiros. A FAA confirmou essa descoberta em 1993 com sua própria série de testes.
Após o acidente, a South African Airways interrompeu o uso do Combi e a Federal Aviation Administration introduziu novos regulamentos em 1993 especificando que o combate a incêndio manual não deve ser o principal meio de supressão de incêndio no compartimento de carga da cabine principal. O cumprimento desses novos padrões exigia aumentos de peso, o que tornava o 747 Combi inviável. Mesmo assim, o Combi permaneceu na linha de produtos 747 até 2002, quando o último 747-400 Combi foi entregue à KLM.

## Teorias da conspiração sobre a causa do incêndio

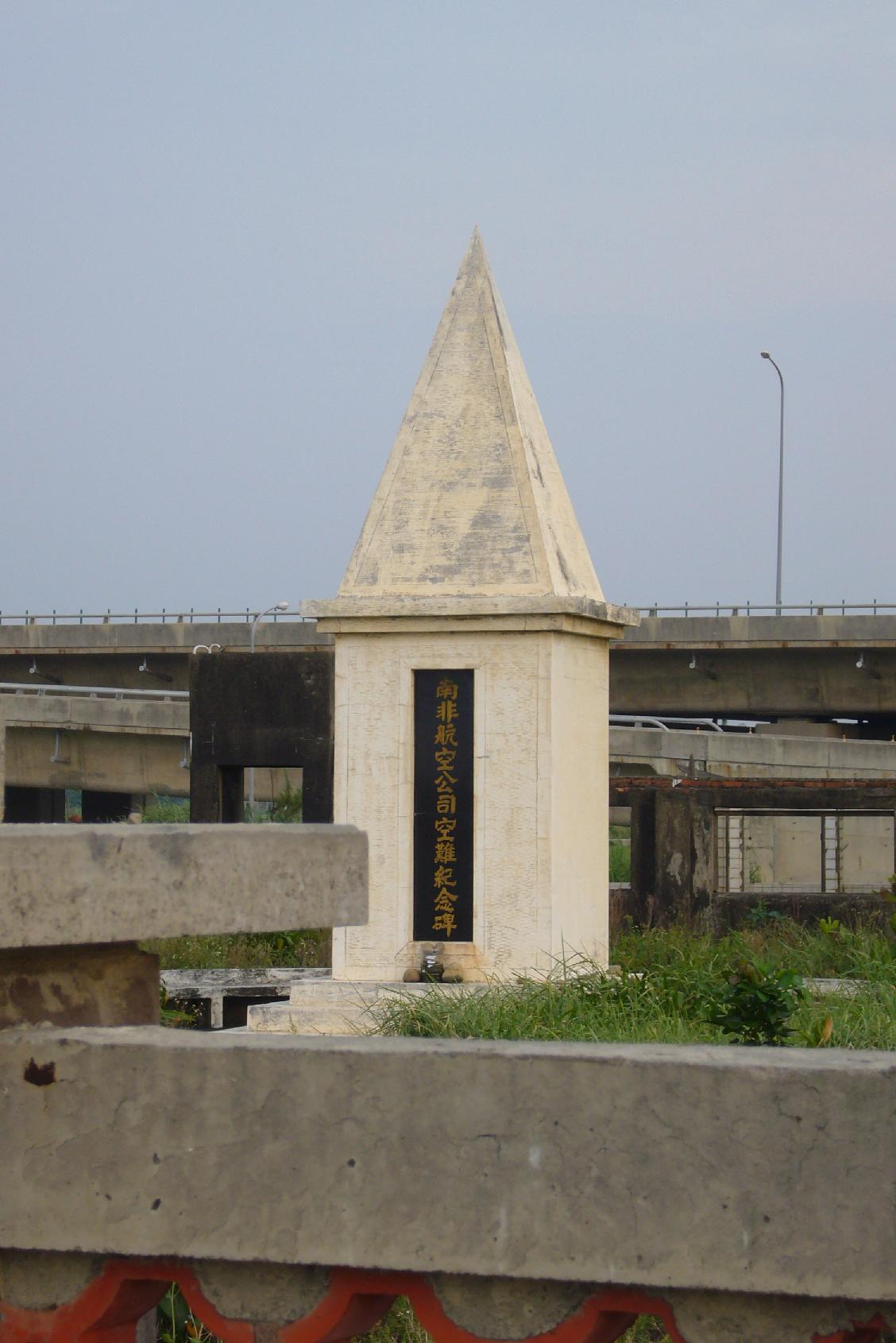
O cenotáfio do acidente do voo South African Airways 295, localizado perto do Aeroporto Internacional de Taiwan Taoyuan. O texto diz: Cenotáfio de desastres aéreos da South African Airways (南非 航空公司 空難 紀念碑, Hanyu Pinyin : Nánfēi Hángkōng Gōngsī Kōngnàn Jìnìanbēi, literalmente Pedra do Memorial da South African Airways)

Em janeiro de 1992, o jornal da Royal Aeronautical Society (RAeS) relatou que a investigação sobre o incêndio em voo que destruiu o voo 295 da SAA poderia ser reaberta porque a companhia aérea teria supostamente confirmado que seus jatos de passageiros transportaram carga para a Armscor, uma empresa de armas sul-africana. O jornal RAeS, Aerospace, afirmou: "Sabe-se que a tripulação e os passageiros foram atingidos por um incêndio no convés principal, e a ignição do combustível do míssil de foguete é uma das causas agora sob suspeita". Uma queixa contra o jornal que primeiro publicou as acusações, Weekend Star, foi apresentada pela Armscor.
Mas o inquérito não foi reaberto, e pode ser por isso que uma série de teorias conspiratórias foram geradas sobre a natureza da carga que causou o incêndio, o que posteriormente aumentou as dúvidas públicas sobre o resultado do inquérito inicial. Exemplos de tais teorias incluem:
- A SADF estava contrabandeando a substância fraudulenta mercúrio vermelho no voo para seu projeto de bomba atômica .
- Relatórios da investigação do Projeto Coast sugeriram que havia uma carta de porte mostrando que 300 gramas de carvão ativado foram colocados a bordo do Helderberg, levando a especulações de que essa substância teria causado o incêndio.[36]

O programa de televisão Carte Blanche dedicou uma investigação a várias dessas alegações.
Um químico do governo da África do Sul examinou uma partícula microscópica na rede de náilon ao lado do palete frontal direito no voo 295. O químico descobriu que os padrões de fluxo de ar no ferro sugeriam que ele viajava em alta velocidade enquanto estava derretido; portanto, o incêndio no voo 295 pode não ter sido um incêndio repentino provocado pela embalagem. Fred Bereswill, o investigador da Boeing, disse que isso sugeriria que a fonte do incêndio teria propriedades como uma faísca, com a fonte incluindo seu próprio agente oxidante. Um analista britânico de incêndio e explosão examinou o revestimento externo da aeronave que estava localizada acima do palete; o analista descobriu que a pele ficou tão quente quanto 300 °C. Bereswill disse que seria difícil para um incêndio queimar a pele de uma aeronave em voo por causa do fluxo de ar frio do lado de fora da aeronave.

### Teoria de David Klatzow
O Dr. David Klatzow foi um dos cientistas forenses que, segundo ele próprio, foi contratado para trabalhar no caso pelo advogado da Boeing na época do inquérito oficial. Ele posteriormente criticou a comissão de Margo por gastar uma quantidade excessiva de tempo investigando "questões relativamente irrelevantes" e que a comissão ignorou a questão mais importante: qual foi a fonte do incêndio e quem foi o responsável por carregá-lo na aeronave? Klatzow acredita que há certas irregularidades em partes da transcrição da comissão que indicam que algo na transcrição do CVR teve que ser escondido.
Klatzow apresentou uma teoria de que o incêndio provavelmente envolveu substâncias que normalmente não seriam transportadas em uma aeronave de passageiros e que o incêndio provavelmente não foi de madeira, papelão ou plástico. A África do Sul estava sob embargo de armas na época; o governo sul-africano teve, portanto, de comprar armas clandestinamente. Sua teoria postula que o governo sul-africano colocou um sistema de foguetes no porão de carga e que a vibração causou a ignição de perclorato de amônio instável, que é um composto químico usado como propelente de mísseis.
O cientista forense afirma que a conversa da tripulação sugere que o fogo começou acima do Mar da China Meridional, logo após a decolagem; ele acredita que isso indica que o gravador de voz não funcionou por um longo período de vôo ou que a tripulação o desligou (os gravadores de voz da cabine naquela época gravavam apenas 30 minutos ). Se for esse o caso, ele diz que é provável que um número desconhecido de passageiros já tenha morrido devido à inalação da fumaça do primeiro incêndio. O perito acredita que a teoria é consistente com relatos que mostram que a maioria dos passageiros estava na área da primeira classe na frente da aeronave, já que a fumaça da cabine traseira os forçou a avançar. O capitão não pousou a aeronave logo após o incêndio, argumenta Klatzow, porque se o fizesse teria sido preso por colocar em risco a vida de seus passageiros e teria causado um grande problema para a África do Sul, custando ao país e a SAA 400 milhões de randes. Klatzow argumenta que o capitão, que também era um reservista da Força Aérea da África do Sul, teria, portanto, recebido ordem de seguir para a África do Sul na esperança de chegar lá antes que a integridade estrutural da aeronave cedesse. Esses pontos foram refutados.
Em 20 de julho de 2011, o capitão aposentado da SAA Clair Fichardt anunciou que havia feito uma declaração em conexão com as fitas do controle de tráfego aéreo de Jan Smuts desaparecidas, depois que ele foi persuadido a fazê-lo por Klatzow. Fichardt afirmou que o capitão James Deale admitiu ter entregue as fitas ao capitão Mickey Mitchell, que era o piloto-chefe do centro de controle de Joanesburgo na noite do acidente. Deale teria declarado ainda que Gert van der Veer, chefe da SAA, e o advogado Ardie Malherbe estavam presentes durante a transferência das fitas. Anteriormente, durante as audiências do TRC, Klatzow havia interrogado Van der Veer, Mitchell e Vernon Nadel, o oficial de operações que estava de serviço.

## Investigação pós-apartheid
Em 1996, a Comissão da Verdade e Reconciliação (TRC), estabelecida pelo governo sul-africano pós-apartheid, investigou as atrocidades da era do apartheid. Em particular, o acidente do Helderberg foi investigado para determinar se havia alguma verdade por trás das teorias conspiratórias que afirmavam que a Comissão Margo havia encoberto ou omitido qualquer evidência que pudesse implicar o governo anterior. David Klatzow foi convidado pela TRC para explicar suas teorias e interrogar testemunhas. Ao contrário da maioria das outras audiências do TRC, a audiência do voo 295 foi conduzido à porta fechada, e sem qualquer representação da Autoridade de Aviação Civil Sul-africana (CAA); Klatzow considerou o CAA indigno de confiança porque havia participado do inquérito oficial, que ele considerou falho. Vários aspectos importantes da teoria de Klatzow dependiam de suas críticas às ações do juiz Margo durante o inquérito oficial, mas o juiz Margo não foi convocado para responder a nenhuma das alegações feitas contra ele.
A comissão concluiu que nada listado no manifesto de carga poderia ter causado o incêndio. Após pressão pública, os registros do TRC foram divulgados ao domínio público em maio de 2000. Ao receber os documentos, o Ministro dos Transportes, Dullah Omar, declarou que o inquérito seria reaberto se novas evidências fossem descobertas.  A polícia foi encarregada de investigar se havia alguma nova evidência e de fazer uma recomendação ao ministro. Em outubro de 2002, o ministro anunciou que nenhuma nova evidência havia sido encontrada para justificar a reabertura do inquérito. 
No 25º aniversário do acidente, Peter Otzen Jnr, filho de uma das vítimas, anunciou que estava se aproximando do Tribunal Constitucional da África do Sul na tentativa de reabrir a comissão de inquérito sobre o desastre. Em busca disso, ele obteve depoimentos de ex-funcionários da SAA que nunca tinham dado qualquer evidência antes. Um australiano chamado Allan Dexter prestou uma declaração juramentada ao Sr. Otzen alegando que ele havia sido informado pelo gerente da SAA no aeroporto de Taipei que o Helderberg estava transportando combustível de foguete, o que causou sua queda.

## Teorias recentes
Em 2014, o jornalista investigativo sul-africano Mark D. Young apresentou a teoria de que um curto-circuito na eletrônica de bordo pode ter causado o incêndio  O chamado rastreamento de arco úmido surge da ação da umidade quando o isolamento de fios energizados é danificado. Pode se formar uma corrente de fuga para outro fio danificado com a respectiva diferença de potencial. O flashover resultante pode atingir temperaturas de até 5 000 °C. Essa temperatura é suficiente para inflamar as mantas isolantes termoacústicas que ainda eram usadas até o final da década de 1990. Esse curto-circuito causou o incêndio a bordo do voo 111 da Swissair, resultando na queda da aeronave em setembro de 1998.

## Passageiros e tripulação
A tripulação e os passageiros a bordo do voo 295 da SAA eram dos seguintes países:
| País               | Passageiros | Tripulação | Total |
| ------------------ | ----------- | ---------- | ----- |
| Austrália          | 2           | 0          | 2     |
| Dinamarca          | 1           | 0          | 1     |
| Alemanha Ocidental | 1           | 0          | 1     |
| Hong Kong          | 2           | 0          | 2     |
| Japão              | 47          | 0          | 47    |
| Coreia do Sul      | 1           | 0          | 1     |
| Ilhas Maurícias    | 2           | 0          | 2     |
| Países Baixos      | 1           | 0          | 1     |
| África do Sul      | 52          | 19         | 71    |
| Reino Unido        | 1           | 0          | 1     |
| Taiwan             | 30          | 0          | 30    |
| Total              | 140         | 19         | 159   |

As autoridades taiwanesas afirmaram que 58 passageiros começaram a voar em Taipei, incluindo 30 cidadãos taiwaneses, 19 sul-africanos, 3 japoneses, dois mauricianos, um dinamarquês, um holandês, um britânico e um alemão ocidental. Os outros passageiros foram transferidos de outros voos que chegam a Taipé e, como tal, as suas nacionalidades não eram conhecidas das autoridades taiwanesas. Pelo menos dois passageiros morreram por inalação de fumaça. O restante morreu devido ao trauma extremo sofrido no acidente.
Entre os passageiros estava Kazuharu Sonoda, um lutador profissional japonês também conhecido como Haru Sonoda e Magic Dragon, e sua esposa, que viajava durante sua lua de mel. Eles foram oferecidos e enviados para o vôo pelo presidente da All Japan Pro-Wrestling, Giant Baba, para aparecer em um show de luta livre na África do Sul, promovido pelo colega lutador Tiger Jeet Singh 

## Documentário
A história do desastre foi destaque na 5ª temporada da série canadense do National Geographic Channel, Mayday (conhecido como Air Emergency nos EUA, Mayday na Irlanda e Air Crash Investigation no Reino Unido e no resto do mundo). O episódio é intitulado "Mystery Fire" no Reino Unido, Austrália e Ásia ("Avião em Chamas" no Brasil).